# Spressa delle Giudicarie
Spressa delle Giudicarie ist ein italienischer Rohmilchkäse aus Kuhmilch mit geschützter Ursprungsbezeichnung.

## Herkunft
Das Herkunftsgebiet umfasst das Gebiet der Gemeinden der Giudicarie, Val del Chiese, Val Rendena und Val di Ledro sowie 46 weitere Gemeinden in der Provinz Trient. Das Erzeugungsgebiet war ursprünglich auf das Val del Chiese und das Val Rendena beschränkt; im Lauf der Zeit hat es sich auf das gesamte Gebiet der Valli Giudicarie und des Val di Ledro ausgeweitet. Diese Region weist neben einer charakteristischen Pflanzenwelt ein alpines Klima mit kalten Wintern und verhältnismäßig kühlen und regnerischen Sommern auf.
Die Milch stammt von Kühen der Rassen Bruna, Grigio Alpina, Frisona, Pezzata Rossa sowie der einheimischen Rasse Rendena. Die Fütterung erfolgt mit Heu von Dauergrünland. Es darf keine Milch von Kühen verwendet werden, die ausschließlich mit Gras- oder Silofutter gefüttert wurden. Die Produktion der Milch, ihre Verarbeitung sowie die Herstellung des Käses einschließlich seiner Reifung müssen im Herkunftsgebiet erfolgen.

## Herstellung
Spressa delle Giudicarie wird aus teilentrahmter Rohmilch aus zwei oder drei aufeinander folgenden Melkvorgängen hergestellt. Zur Teilentrahmung wird der abgesetzte Rahm abgeschöpft. Die Mindestreifedauer beträgt beim Typ giovane (jung) drei Monate, beim Typ stagionato (gereift) sechs Monate.

## Eigenschaften
Der zylindrische Laib hat eine Höhe von acht bis elf Zentimetern mit leicht konvexen Seiten und einen Durchmesser von 30 bis 35 cm. Das Gewicht beträgt sieben bis zehn Kilogramm. Die Rinde ist graubraun bis dunkel-ockerfarben. Der weiße bis hellgelbe Teig  ist fest, beim Typ giovane besonders elastisch und weist wenige kleine bis mittelgroße Löcher auf. 
Der Geschmack ist mild bis würzig mit einer im Laufe der Reifezeit kaum wahrnehmbaren leicht bitteren Note. Der Fettgehalt in der Trockenmasse beträgt 33 bis 43 %, der Feuchtigkeitsgehalt 32 bis 40 % beim Typ giovane und 28 bis 38 % beim Typ stagionato.

## Kennzeichnung und Handel
In entsprechenden Käseformen wird die Rinde der Laibe auf einer oder mehreren Seiten mit dem Stempel DOP ‚Spressa delle Giudicarie‘ geprägt. Außerdem werden auf einem Kennzeichen die Nummer oder der Code der Käserei sowie der Partie angegeben. Der Käse kann ganz oder in Stücken verkauft werden, sofern diese die oben beschriebenen Zeichen sowie den Hinweis giovane oder stagionato aufweisen.